# Bus del sistema

Exemple de bus d'ordinador d'un sol sistema

Un bus del sistema és un únic bus d'ordinador que connecta els components principals d'un sistema informàtic, combinant les funcions d'un bus de dades per transportar informació, un bus d'adreces per determinar des d'on s'ha d'enviar o llegir i un bus de control per determinar-ne funcionament. La tècnica es va desenvolupar per reduir costos i millorar la modularitat, i encara que popular als anys 70 i 80, els ordinadors més moderns utilitzen una varietat d'autobusos separats adaptats a necessitats més específiques.
El bus de nivell del sistema (a diferència dels busos de ruta de dades interns d'una CPU) connecta la CPU a la memòria i als dispositius d'E/S. Normalment, un bus de nivell de sistema està dissenyat per utilitzar-lo com a placa posterior.

## Rerefons
Molts dels ordinadors es basaven en el primer esborrany d'un informe sobre l'informe EDVAC publicat el 1945. En el que es va conèixer com l'arquitectura Von Neumann, una unitat de control central i una unitat aritmètica lògica (ALU, que ell va anomenar la part aritmètica central) es van combinar amb la memòria de l'ordinador i les funcions d'entrada i sortida per formar un ordinador de programa emmagatzemat. L' Informe presentava una organització general i un model teòric de l'ordinador, però no la implementació d'aquest model. Aviat els dissenys van integrar la unitat de control i l'ALU en el que es va conèixer com a unitat de processament central (CPU).
Els ordinadors dels anys 50 i 60 es van construir generalment de manera ad-hoc. Per exemple, la CPU, la memòria i les unitats d'entrada/sortida eren cadascun o més armaris connectats per cables. Els enginyers van utilitzar les tècniques comunes dels paquets de cables estandarditzats i van ampliar el concepte a mesura que s'utilitzaven les plaques posteriors per subjectar plaques de circuits impresos en aquestes primeres màquines. El nom "autobús" ja s'utilitzava per a les "barres de bus" que portaven energia elèctrica a les diferents parts de les màquines elèctriques, incloses les primeres calculadores mecàniques. L'arribada dels circuits integrats va reduir enormement la mida de cada unitat informàtica i els autobusos es van estandarditzar més. Els mòduls estàndard es podien interconnectar de maneres més uniformes i eren més fàcils de desenvolupar i mantenir.

Multiprocessament simètric simple mitjançant un bus del sistema

## Descripció
Per proporcionar encara més modularitat amb un cost reduït, de vegades es van combinar els busos de memòria i d'E/S (i els busos de control i d'alimentació necessaris) en un únic bus de sistema unificat. La modularitat i el cost es van fer importants a mesura que els ordinadors es van fer prou petits com per cabre en un sol armari (i els clients esperaven reduccions de preus similars). Digital Equipment Corporation (DEC) va reduir encara més el cost dels miniordinadors produïts en massa i l'E/S mapejada amb memòria al bus de memòria, de manera que els dispositius semblaven ser ubicacions de memòria. Això es va implementar a l'Unibus del PDP-11 al voltant de 1969, eliminant la necessitat d'un bus d'E/S independent. Fins i tot ordinadors com el PDP-8 sense E/S assignades a memòria aviat es van implementar amb un bus del sistema, que permetia connectar mòduls a qualsevol ranura. Alguns autors van anomenar això un nou "model" racionalitzat d'arquitectura d'ordinadors.
Molts primers microordinadors (amb una CPU generalment en un únic circuit integrat) es van construir amb un únic bus de sistema, començant pel bus S-100 al sistema informàtic Altair 8800 cap a l'any 1975. L'IBM PC va utilitzar el bus Industry Standard Architecture (ISA) com a bus de sistema el 1981. Les plaques posteriors passives dels primers models es van substituir per l'estàndard de posar la CPU i la RAM en una placa base, amb només plaques filles opcionals o targetes d'expansió a les ranures del bus del sistema.